# Landschaft mit dem barmherzigen Samariter
Die Landschaft mit dem barmherzigen Samariter ist eines der drei Gemälde von Rembrandt van Rijn, die sich in Polen befinden. Es wurde 1638 gemalt und befindet sich seit dem frühen 19. Jahrhundert in der Sammlung des Krakauer Czartoryski-Museums. Es wurde 1774 von Jan Piotr Norblin in Paris erworben und zunächst im Gotikhaus in Puławy ausgestellt. Später gelangte es mit der Sammlung von Izabela Czartoryska nach Krakau. Während des Zweiten Weltkriegs wurde es von den Nationalsozialisten geraubt und gelangte auf Betreiben von Karl Estreicher dem Jüngeren nach dem Krieg wieder nach Polen. 2016 verkaufte die Stiftung Fürsten Czartoryski das Gemälde an den polnischen Staat.  

## Bibliografie
- Muzeum Czartoryskich. Historia i zbiory. Kraków 1998.